# Joseph Spiteri (Bischof)

Wappen von Joseph Spiteri

Joseph Spiteri (* 20. Mai 1959 in Sliema, Malta) ist ein maltesischer Geistlicher, römisch-katholischer Erzbischof und Diplomat des Heiligen Stuhls.

## Leben
Der Erzbischof von Malta, Joseph Mercieca, spendete ihm am 29. Juni 1984 die Priesterweihe.
Papst Benedikt XVI. ernannte ihn am 21. Februar 2009 zum Titularerzbischof pro hac vice von Serta und Apostolischen Nuntius in Sri Lanka. Die Bischofsweihe spendete ihm der Kardinalstaatssekretär und Kardinalkämmerer, Tarcisio Kardinal Bertone SDB, am 24. Mai desselben Jahres; Mitkonsekratoren waren Paul Cremona OP, Erzbischof von Malta, und Joseph Mercieca, Alterzbischof von Malta.
Am 1. Oktober 2013 ernannte Papst Franziskus Spiteri zum Apostolischen Nuntius in der Republik Côte d’Ivoire. Am 7. März 2018 ernannte ihn der Papst zum Apostolischen Nuntius im Libanon. Am 7. Juli 2022 ernannte ihn Papst Franziskus zum Apostolischen Nuntius in Mexiko.